# Atopsyche socialis
Atopsyche socialis is een schietmot uit de familie Hydrobiosidae. De soort komt voor in het Nearctisch gebied.